# Списак округа Алабаме
Америчка савезна држава Алабама има 67 округа. Сваки округ служи као мјесни ниво власти унутар својих граница. Земља која се налази иза садашњих граница државе придружена је Сједињеним Државама постепено. Након Америчког рата за независност, Западна Флорида је уговор уступљена Шпанији, док је остатак организован првенствено као Територија Мисисипи, а касније и Територија Алабама. Територијална скупштина је успоставила неке од најранијих подјела округа које су преживјеле до данас, укључујући и најранију формацију округа, округ Вашингтон, образован 4. јуна 1880. године. Споразумом из Форт Џексона 1814. територија је отворена америчким насељеницима, што је заузврат довело до бржег стварања округа. Алабама је примљена у Унију као 22. држава 1819. године. Законодавно тијело Алабаме образовало је додатне округе од бивше земље америчких старосједелаца пошто је Закон о пресељењу Индијанаца ступио на снагу и досељеници су насељавали различите области Алабаме. Алабама је 1820. имала 29 округа. До 1830. било их 36 и амерички старосједеоци су и даље заузимали велики површине земље на сјевероистоку и крајњем западу Алабаме. До 1840. образовано је 49 округа; 52 до 1850; 65 до 1870; а садашњих 67 округа до 1903. године. Округ Хјустон је посљедњи образова, а то се десило 9. фебруара 1903. године.
Према попису становништва у Сједињеним Државама 2021, просјечан број становника у 67 округа Алабаме је 75.222, при чему је округ Џеферсон најнасељенији (667.820), а округ Грин (7629) има најмање становника. Просјечна површина округа је 1958 км². Највећи округ је Болдвин (4118 км²), а најмање је Етово (1386 км²). Устав Алабаме захтјева да сваки нови округ заузима површину од најмање 1600 км², чиме се дјелотворно ограничава стварање нових округа у држави.
Одјељење за моторна возила Департмана за приходе Алабаме издаје стандардне аутомобилске регистарске таблице које носе једноцифрен или двоцифрен број који идентификује округ у којем је возило регистровано. Овај број је дат четвртој колони у табели испод. Прва три префикса су резервисана за историјски најнасељеније округе у држави, а затим се настављај по абецедном редослиједу. Појединачни бројеви регистарских таблица се додјељују узастопно у свакој канцеларији за издавање дозвола. Бројеви су у формату XAA1111 или XXAA111, у зависности од тога да ли је префикс једноцифрен или двоцифрен. Преливне регистрације се прилагођавају замјеном слова за један од регистрационих бројева, тако да иза XXZ999Z слиједи XXA0A0A.
Уз сваки унос се налази код Федералног стандарда за обраду информација, који користи влада Сједињених Држава за јединствену идентификацију округа. Везе кода ФИПС-а у табели указују на странице са „брзим чињеницама” пописа становништва у Сједињеним Државама за сваки округ. Код ФИПС-а Алабаме је 01.

## Списак
- Округ Барбор
- Округ Батлер
- Округ Биб
- Округ Блант
- Округ Болдвин
- Округ Булок
- Округ Вашингтон
- Округ Вилкокс
- Округ Винстон
- Округ Вокер
- Округ Грин
- Округ Далас
- Округ Дејл
- Округ Декаб
- Округ Елмор
- Округ Ескамбија
- Округ Етово
- Округ Кавингтон
- Округ Калман
- Округ Калхун
- Округ Кларк
- Округ Клеј
- Округ Клиберн
- Округ Колберт
- Округ Конека
- Округ Кофи
- Округ Креншо
- Округ Куса
- Округ Лајмстоун
- Округ Ламар
- Округ Лаундс
- Округ Ли
- Округ Лодердејл
- Округ Лоренс
- Округ Маренго
- Округ Марион
- Округ Маршал
- Округ Медисон
- Округ Мејкон
- Округ Мобил
- Округ Монро
- Округ Монтгомери
- Округ Морган
- Округ Отога
- Округ Пајк
- Округ Пери
- Округ Пикенс
- Округ Рандолф
- Округ Расел
- Округ Самтер
- Округ Сент Клер
- Округ Таладига
- Округ Талапуса
- Округ Таскалуса
- Округ Фејет
- Округ Френклин
- Округ Хејл
- Округ Хенри
- Округ Хјустон
- Округ Чејмберс
- Округ Чероки
- Округ Чилтон
- Округ Чокто
- Округ Џексон
- Округ Џенива
- Округ Џеферсон
- Округ Шелби

## Бивши окрузи
| Округ          | Основан           | Укинут             | Имењак                                      | Напомена |
| -------------- | ----------------- | ------------------ | ------------------------------------------- | --- |
| Округ Дикејтер | 7. децембар 1821. | 28. децембар 1825. | Комодор америчке морнарице Стивер Дикејтер. | Основан у Вудвилу као сједишту округа 1822. године. Укинут неколико година касније, подијељен између округа Медисон и Џексон. |
| Округ Елк      | 9. мај 1817.      | 26. јануар 1818    | ријека Елк                                  | Успостављен од стране Територије Мисисипија прије подјеле Мисисипија и Алабаме; укинут прије успостављања државности Алабаме  |